# Juthwara
 (février 2025).
Le contenu est difficilement compréhensible vu les erreurs de traduction, qui sont peut-être dues à l'utilisation d'un logiciel de traduction automatique.
Juthwara ou Jutwara est une martyre bretonne qui aurait vécu dans le Sud-Ouest de l'Angleterre au haut Moyen Âge. Sœur de Paul Aurélien et de Sidwell d'Exeter, elle est comme eux considérée comme sainte et fêtée le 28 novembre. Au Moyen Âge, son culte est centré sur l'abbaye de Sherborne, qui abrite ses reliques à partir du XIe siècle et jusqu'à la dissolution des monastères.

## Légende
La légende de Juthwara est rapportée dans le Nova Legenda Angliae de John Capgrave, d'après Jean de Tynemouth au XIVe siècle. Selon elle, elle fut une jeune fille pieuse étant la victime de sa belle-mère jalouse. Elle jeûnait et priait régulièrement, donnant parfois l'aumône. À la mort de son père, elle souffrit de la poitrine. Sa douleur fut attribuée à son chagrin ainsi qu'à son austérité. Pour se soigner, sa belle-mère lui recommanda d'appliquer deux fromages à pâte molle sur sa poitrine, racontant à son fils, Bana, que Juthwara était enceinte. Bana sentit ses sous-vêtements et les trouva humides, après quoi il lui coupa immédiatement la tête. De l'eau jaillit. Juthwara récupéra miraculeusement sa tête et la rapporta à l'église. Selon la tradition bretonne, Bana se repentit de son acte et devint moine, fondant l'Abbaye du Relec sur un champ de bataille,.
Juthwara mourut à Halstock, dans le Dorset, où elle est connue sous le nom de Juthware, et où la tradition locale indique qu'un champ porte encore son nom, modernisé en "Judith". À la place, Sabine Baring-Gould et John Fisher suggérèrent Camelford en North Cornwall, dont l'église porte désormais le nom de Julitte, mais aurait pu porter à l'origine le nom de Juthwara. À Laneast, l'église est consacrée à ses sœurs, mais cela est apparemment dû à une confusion moderne entre Laneast et Gulval : à Laneast, la consécration en 1436 était dédiée à Sidwell et Thomas le Martyr.
En juillet 2012, la consécration de l'Église paroissiale Sainte-Marie d'Halstock a été étendue pour inclure Juthware, en reconnaissance de la tradition locale.

## Culte
La fête de Juthwara est fixée au 28 novembre, bien que le A Devon and Cornwall Calendar indique le 13 juillet et se réfère à d'autres sources comme indiquant le 23 décembre.
Le corps de Juthwara est transporté à l'abbaye de Sherborne au début du onzième siècle, sous l'épiscopat d'Ælfwald II (en), et son sanctuaire y demeure un lieu de pèlerinage jusqu'à la Dissolution. Le Missel de Sherborne (XVe siècle) contient une messe en l'honneur de sainte Juthwara, à la date du 13 juillet, la date de sa translation, ainsi qu'une illustration de la décapitation de Juthwara.
Juthwara est représentée sur la Grande fenêtre Est de l'abbaye de Sherborne, ainsi que sur un nombre de courtines d'autel dans le Devon, accompagnée de sa sœur Sidwell. Son emblème traditionnel est un fromage à pâte molle rond et/ou une épée. Elle est représentée en céphalophorie sur une statue médiévale à Guizeny, en Bretagne.